# Oliver Lehner
Oliver Lehner (30 juni 1975) is een Oostenrijkse schaker met een FIDE-rating van 2408 in 2006 en tevens 2408 in 2016. Hij is sinds 1999 een internationaal meester (IM). 
In augustus 2005 speelde hij mee in het toernooi om het kampioenschap van Oostenrijk dat in Gmunden verspeeld werd. Hij eindigde met 4.5 punt uit 11 ronden op de achtste plaats.
In december 2015 eindigde hij bij de nationale kampioenschappen snelschaken op de derde plaats. De winnaar was Florian Schwabeneder. 